# Oost-Iraanse talen
De Oost-Iraanse talen zijn, naast de West-Iraanse talen, een subgroep van de Iraanse talen. 
De huidige nog levende Oost-Iraanse talen worden gesproken in een aaneengesloten gebied in Afghanistan en de aangrenzende delen van Pakistan, de Gorno-Badachsjaanse Autonome Oblast in Tadzjikistan en het Autonoom Tadzjieks Arrondissement Taxkorgan in het uiterste westen van Sinkiang in China. Ook het Yaghnobi van Noordwest-Tadzjikistan en het Ossetisch in de Kaukasus behoren tot de Oost-Iraanse talen. Dit zijn restanten van een groot etnisch-linguïstisch continuüm dat zich ooit uitstrekte over het grootste deel van Centraal-Azië en van de Pontisch-Kaspische Steppe tot het Tarimbekken. 
De grootste levende Oost-Iraanse taal is het Pasjtoe, met ongeveer 50 miljoen sprekers tussen de Hindoekoesj in Afghanistan en de Indus in Pakistan. 

## Geschiedenis
De Iraanse talen worden geacht te zijn ontstaan in de tweede helft van het 2e millennium v.Chr. Deze periode is mogelijk gerelateerd aan de Jazcultuur in het huidige Turkmenistan. Het Avestisch wordt vaak geografisch ingedeeld als een vroege Oost-Iraanse taal, maar dateert eigenlijk van voor de splitsing in Oost- en West-Iraans.
Vanaf de Midden-Iraanse tijd (ca. 4e eeuw v.Chr.) kan men de ontwikkeling van een oostelijke en westelijke tak zien. Door de Griekse aanwezigheid in Centraal-Azië werd een aantal van deze talen al in hun Midden-Iraanse fase gedocumenteerd. Van de talen der Scythisch-Sarmatische volkeren, die zich ooit over de Euraziatische steppe van Kirgizië tot Oekraïne hebben verspreid, is daarentegen bijna niets overleverd.
In tegenstelling tot de Midden-West Iraanse talen behielden de Midden-Oost Iraanse talen de eindlettergrepen.

## Classificatie
De Oost-Iraanse talen worden traditioneel onderverdeeld in een Noordoost- en Zuidoost-Iraanse groep. Ondanks deze indeling vormen ze een enkel dialectcontinuüm met een gemeenschappelijke ontwikkeling. Deze groepen, zoals ook het Oost-Iraans zelf, kunnen beter worden beschouwd als taalgebieden dan als genetische subgroepen.

### Noordoost-Iraans
Volgens de Encyclopædia Iranica omvat de noordoostelijke groep de meeste Oost-Iraanse talen, waaronder het Pasjtoe en de Pamirtalen, behalve het Oud-Iraanse Avestisch en het Ormuri–Parachi. SIL International classificeert daarentegen de volgende talen als Noordoost-Iraans:
- Avestisch†, ca. 9e – 7e eeuw v.Chr. (classificatie onzeker)
- Bactrisch†, ca. 4e eeuw v.Chr. – 9e eeuw n.Chr.
- Chorasmisch†, ca.  4e eeuw v.Chr. – 13e eeuw n.Chr.
- Sogdisch†, vanaf ca. 4e eeuw v.Chr.
  - Yaghnobi
- Scythisch†
  - Sarmatisch†, vanaf ca. 8e eeuw v.Chr.
    - (Alaans†, niet overleverd)
      - Ossetisch (dialecten: Iron, Digor)
      - Jassisch†[2]

### Zuidoost-Iraans
De zuidoostelijke groep omvat volgens SIL International de gebiedsgroep der Pamirtalen en het Pasjtoe. 
Encyclopædia Iranica daarentegen classificeert als "Zuidoost-Iraans" het Ormuri-Parachi, welke SIL International als Noordwest-Iraans indeelt.

#### VolgensSIL International
- Hotanese talen ("Saka")
  - Hotanees†, ca. 5e – 10e eeuw n.Chr.
  - Tumxuks†, 7e eeuw n.Chr.
- Shugni-Yazgulami groep
  - Shughni-groep
    - Shughni
    - Roshani–Khufi
    - Bartangi–Oroshori–Sarikoli

  - Yazgulami
- Munji–Yidgha
- Sanglechi–Ishkashimi, Zebaki
- Wachi
- Pasjtoe

#### VolgensEncyclopædia Iranica
- Ormuri–Parachi
  - Ormuri
  - Parachi

Ormuri wordt gesproken in Kāṇīgurām in het gebied Zuid-Waziristan van Pakistan, en mogelijk nog door een aantal sprekers in Baraki Barak in de provincie Lowgar in Afghanistan. Parachi wordt gesproken in Nijrab in de Afghaanse provincie Kāpīsā. Pasjtoe wordt gesproken in het oosten, zuiden en sommige andere delen van Afghanistan, en westelijk Pakistan. De Pamirtalen worden gesproken in het Pamir-gebergte.